# قشمر

تعديل مصدري - تعديل

قشمر هي إحدى حارات حي المشنة بمدينة إب اليمنية، بلغ تعداد سكانها 494 نسمة حسب تعداد اليمن لعام 2004.